# Championnat d'Ouganda de football 1984
Navigation
Édition précédente Édition suivante
La saison 1984 du Championnat d'Ouganda de football est la quinzième édition du championnat de première division ougandais. Seize clubs ougandais prennent part au championnat organisé par la fédération. Les équipes rencontrent deux fois leurs adversaires, à domicile et à l'extérieur. En fin de saison, les trois derniers du classement sont relégués et remplacés par les trois meilleurs clubs de deuxième division.
C'est le Villa SC qui remporte la compétition cette saison après avoir terminé en tête du classement final, avec quatre points d'avance sur le tenant du titre, Kampala City Council. C'est le second titre de champion d'Ouganda de l'histoire du club.

## Participants
- Maroons FC
- Nile Breweries FC
- Villa SC
- Kampala City Council
- Lufula FC
- Nytil FC
- Uganda Commercial Bank FC
- Masaka FC
- Simba FC - Promu de D2
- Express FC
- Uganda Grain Milling FC
- Coffee SC
- Airlines FC - Promu de D2
- Bell FC
- Mbale Heroes
- Hodari FC - Promu de D2

## Compétition

### Classement
Le classement est établi sur le barème de points classique : victoire à 2 points, match nul à 1, défaite à 0.
| Rang | Équipe                    | Pts | J  | G  | N  | P  | Bp | Bc | Diff |
| ---- | ------------------------- | --- | -- | -- | -- | -- | -- | -- | ---- |
| 1    | Villa SC                  | 53  | 30 | 24 | 5  | 1  | 74 | 19 | +55  |
| 2    | Kampala City Council'T'C  | 49  | 30 | 21 | 7  | 2  | 67 | 19 | +48  |
| 3    | Express FC                | 37  | 30 | 14 | 9  | 7  | 49 | 34 | +15  |
| 4    | Coffee SC                 | 36  | 30 | 13 | 10 | 7  | 48 | 36 | +12  |
| 5    | Mbale Heroes              | 33  | 30 | 15 | 3  | 12 | 42 | 49 | -7   |
| 6    | Nile Breweries FC         | 29  | 30 | 9  | 11 | 10 | 27 | 26 | +1   |
| 7    | Masaka FC                 | 29  | 30 | 10 | 9  | 11 | 35 | 49 | -14  |
| 8    | Uganda Grain Milling FC   | 28  | 30 | 9  | 10 | 11 | 33 | 41 | -8   |
| 9    | Simba FCP                 | 27  | 30 | 11 | 5  | 14 | 40 | 34 | +6   |
| 10   | Nytil FC                  | 27  | 30 | 7  | 13 | 10 | 30 | 34 | -4   |
| 11   | Uganda Commercial Bank FC | 27  | 30 | 6  | 15 | 9  | 47 | 54 | -7   |
| 12   | Maroons FC                | 26  | 30 | 8  | 10 | 12 | 38 | 47 | -9   |
| 13   | Airlines FCP              | 23  | 30 | 7  | 9  | 14 | 29 | 38 | -9   |
| 14   | Bell FCP                  | 21  | 30 | 6  | 9  | 15 | 37 | 52 | -15  |
| 15   | Lufula FC                 | 20  | 30 | 7  | 6  | 17 | 33 | 71 | -38  |
| 16   | Hodari FCP                | 14  | 30 | 3  | 8  | 19 | 26 | 54 | -28  |

|  | Qualification pour la Coupe des clubs champions africains 1985 et la Coupe CECAFA des clubs 1985 |
|  | Qualification pour la Coupe des Coupes 1985                                                      |
|  | Relégation en deuxième division                                                                  |
|  | T : Tenant du titre C : Vainqueur de la Coupe d'Ouganda P : Promu de D2                          |

- L'insécurité dans le pays et la guerre civile ougandaise conduit à l'isolement de la ville de Masaka depuis la capitale, Kampala. La fédération ougandaise décide donc de suspendre le Masaka FC du championnat la saison suivante, tout en lui permettant de s'aligner dès 1986. Uganda Grain Milling FC déclare quant à lui forfait pour la saison suivante.

## Bilan de la saison
| Championnat d'Ouganda de football 1984                             |                                   |
| Champion                                                           | Villa SC (2e titre)               |
| Coupes et trophées                                                 |                                   |
| Vainqueur de la Coupe d'Ouganda 1984                               | Kampala City Council              |
| Qualifications continentales                                       |                                   |
| Coupe des clubs champions africains 1985                           | Villa SC                          |
| Coupe d'Afrique des vainqueurs de coupe de football 1985           | Kampala City Council              |
| Coupe CECAFA des clubs 1985                                        | Villa SC                          |
| Promotions et relégations                                          |                                   |
| Promus en Championnat d'Ouganda de football                        | Tobacco Bugembe                   |
| Promus en Championnat d'Ouganda de football                        | Nsambya Old Timers FC             |
| Promus en Championnat d'Ouganda de football                        | Bank of Uganda FC                 |
| Relégués en Championnat d'Ouganda de football de deuxième division | Bell FC                           |
| Relégués en Championnat d'Ouganda de football de deuxième division | Lufula FC                         |
| Relégués en Championnat d'Ouganda de football de deuxième division | Hodari FC                         |
| Relégués en Championnat d'Ouganda de football de deuxième division | Masaka FC (exclusion temporaire)  |
| Relégués en Championnat d'Ouganda de football de deuxième division | Uganda Grain Milling FC (forfait) |